# Elymus glabriflorus
Elymus glabriflorus là một loài thực vật có hoa trong họ Hòa thảo. Loài này được (Vasey ex L.H.Dewey) Scribn. & C.R.Ball mô tả khoa học đầu tiên năm 1901.